# اون عاشقته
«اون عاشقته»(به انگلیسی:She loves you) تک‌آهنگی از بیتلز است که در سال ۱۹۶۳ میلادی منتشر شد.
این تک‌آهنگ در چارت‌های نروژ، بریتانیا در رتبه اول قرار گرفت. همچنین این آهنگ بیتلز را در کانون توجه ملی در بریتانیا قرار داد.